# Paul Großherr
Paul Großherr (* 13. April 1917 in Jena; † unbekannt) war ein deutscher Feinmechaniker, Betriebsleiter und Politiker der DDR-Blockpartei Liberal-Demokratische Partei Deutschlands (LDPD).

## Leben
Großherr war der Sohn eines Handwerkers. Er schlug nach der Volksschule von 1932 bis 1936 eine Ausbildung zum Feinmechaniker ein. 1941 legte er die Meisterprüfung ab. Nachdem er bereits seit 1932 bei Carl Zeiss Jena gearbeitet hatte, wurde er in der DDR Betriebsleiter im VEB Carl Zeiss Jena. Daneben war er seit 1957 Mitglied des Präsidiums des Allgemeinen Deutschen Motorsportverbandes.

## Politik
Er trat der 1945 in der Sowjetischen Besatzungszone neugegründeten LDPD bei. Bei den Wahlen zur Volkskammer der DDR war Großherr Kandidat der Nationalen Front der DDR und von 1963 bis 1967 Mitglied der LDPD-Fraktion in der Volkskammer.